# Evonymopsis
Evonymopsis H.Perrier – rodzaj roślin należący do rodziny dławiszowatych (Celastraceae R. Br.). Obejmuje 5 gatunków występujących endemicznie na Madagaskarze.

## Systematyka
Pozycja i podział według APWeb (2001...)
Rodzaj należący do rodziny dławiszowatych (Celastraceae R. Br.), rzędu dławiszowców (Celestrales Baskerville), należącego do kladu różowych w obrębie okrytonasiennych.
Wykaz gatunków
- Evonymopsis acutifolia (H.Perrier) H.Perrier
- Evonymopsis humbertii H.Perrier
- Evonymopsis longipes (H.Perrier) H.Perrier
- Evonymopsis mexicanus Benth.
- Evonymopsis obcuneata (H.Perrier) H.Perrier